# Mieczysław Wygrzywalski
Mieczysław Krystyn Wygrzywalski (ur. 9 września 1881 we Lwowie, zm. ?) – kapitan artylerii Wojska Polskiego II RP, komisarz Straży Granicznej II RP, kapitan artylerii Polskich Sił Zbrojnych.

## Życiorys
Mieczysław Krystyn Wygrzywalski urodził się 9 września 1881 we Lwowie. Był synem Jana, urzędnika Towarzystwa Wzajemnych Ubezpieczeń w Krakowie, zamieszkującego przy ulicy Basztowej 8. W 1902 zdał egzamin dojrzałości w C. K. Gimnazjum Męskim w Sanoku (w jego klasie byli m.in. Bolesław Keim, Gustaw Kieszkowski, Wiesław Krawczyński, Tadeusz Miękisz, Jan Zakrzewski). W trakcie nauki w tej szkole zamieszkiwał u prof. Adama Pytla. Po maturze przebywał w Białej i Krakowie.
Podczas I wojny światowej w lutym 1917 został mianowany podporucznikiem pospolitego ruszenia w C. K. Obronie Krajowej.
Po odzyskaniu przez Polskę niepodległości został przyjęty do Wojska Polskiego 27 grudnia 1918 jako porucznik armii austriackiej i jednocześnie przydzielony do żandarmerii. Został awansowany do stopnia kapitana artylerii ze starszeństwem z dniem 1 czerwca 1919. W 1923, 1924 był przydzielony jako oficer rezerwowy do 19 pułku artylerii polowej. Później przeniesiony do Straży Granicznej, w której służył w stopniu komisarza. W 1934 jako kapitan rezerwy artylerii był przydzielony do Oficerskiej Kadry Okręgowej nr VIIII jako pełniący służbę w Straży Granicznej pozostawał w ewidencji Powiatowej Komendy Uzupełnień Gdynia. Z dniem 30 marca 1937 został przeniesiony w stan nieczynny, a z dniem 30 września 1937 przeniesiony w stan spoczynku.
Po wybuchu II wojny światowej i kampanii wrześniowej i agresji ZSRR na Polskę przedostał się na Zachód, gdzie wstąpił do Polskich Sił Zbrojnych. W stopniu kapitana artylerii pospolitego ruszenia i komisarza Straży Granicznej był oficerem artylerii w Stacji Zbornej Oficerów Rothesay. Po zakończeniu wojny pozostał na emigracji w Szkocji.